# Mario Massa
Luigi Paolo Mario Massa (ur. 29 maja 1892 w Nervi, zm. 16 lutego 1956 w Genui) – włoski pływak z początków XX wieku, uczestnik igrzysk olimpijskich.
Trzykrotnie wystartował na igrzyskach olimpijskich. Po raz pierwszy na IV Letnich Igrzyskach Olimpijskich w Londynie w 1908 roku, gdzie wystartował na dystansie 400 metrów stylem dowolnym, gdzie odpadł w fazie eliminacyjnej. Cztery lata później, podczas Letnich Igrzysk Olimpijskich w Sztokholmie wystartował na wszystkich dystansach w stylu dowolnym. Na 100 metrów, wskutek pomyłki sędziów, Massa nie wystartował w swoim wyścigu ćwierćfinałowym, dzięki czemu automatycznie zakwalifikowano go do półfinału, na którego nie ukończył. Podobnym rezultatem zakończyły się starty na pozostałych dwóch dystansach — na 400 metrów i na 1500 metrów, Massa nie ukończył swoich wyścigów eliminacyjnych. Podczas Letnich Igrzysk olimpijskich w Antwerpii w 1920 roku Włoch wystartował w dwóch konkurencjach. Na dystansie 100 metrów stylem dowolnym odpadł w fazie eliminacyjnej. Massa płynął także na pierwszej zmianie włoskiej sztafety 4 × 200 m stylem dowolnym, która zajęła w finale piąte miejsce.
Massa reprezentował barwy klubu Ardita Juventus Nervi .